# 臺灣舌石蛾
臺灣舌石蛾（学名：Glossosoma taiwanensis）为舌石蛾科舌石蛾屬下的一个种。